# Helena Balcerek
Helena Balcerek – polska lekkoatletka, koszykarka, piłkarka ręczna.

## Kariera sportowa
Trzykrotna medalistka mistrzostw Polski seniorów w rzucie oszczepem – zdobyła jeden złoty medal (Łódź 1945 – pierwsze mistrzostwa kraju po II wojnie światowej) oraz dwa srebrne medale (Grudziądz 1938 i Chorzów 1939). Była finalistką mistrzostw Polski także w skoku wzwyż, skoku w dal, pchnięciu kulą oraz pięcioboju.
Reprezentantka Polski w meczu międzypaństwowym w 1938 roku w Bydgoszczy przeciwko drużynie III Rzeszy (zajęła 3. miejsce w rzucie oszczepem z rezultatem 36,23).
Z Polonią zdobyła 3. miejsce w mistrzostwach Polski w koszykówce w 1939.
Startowała w barwach warszawskich klubów: Polonii (1938-1939) oraz Skry (1945-1948).